# Tratatul Atlanticului de Nord
Tratatul Atlanticului de Nord, denumit și Tratatul de la Washington, este tratatul care formează temeiul juridic și este implementat de Organizația Tratatului Atlanticului de Nord (NATO). Tratatul a fost semnat la Washington, D.C., la 4 aprilie 1949.

## Membri

### Membri fondatori
Următoarele douăsprezece state au semnat tratatul și au devenit astfel membri fondatori ai NATO. Următorii lideri au semnat acordul în calitate de plenipotențiari⁠(d) ai țărilor lor la Washington, D. C. pe 4 aprilie 1949:
- Belgia – prim-ministrul și ministrul de externe Paul-Henri Spaak și ambasadorul Robert Silvercruys⁠(d)
- Canada – secretarul de stat Lester B. Pearson și ambasadorul H. H. Wrong⁠(d)
- Danemarca – ministrul de externe Gustav Rasmussen⁠(d) și ambasadorul Henrik Kauffmann⁠(d)
- Franța – ministrul de externe Robert Schuman și ambasadorul Henri Bonnet⁠(d)
- Islanda – ministrul de externe Bjarni Benediktsson și ambasadorul Thor Thors⁠(d)
- Italia – ministrul de externe Carlo Sforza⁠(d) și ambasadorul Alberto Tarchiani⁠(d)
- Luxemburg –  ministrul de externe Joseph Bech și ambasadorul  Hugues Le Gallais⁠(d)
- Țările de Jos – ministrul de externe Dirk Stikker⁠(d) și ambasadorul Eelco van Kleffens⁠(d)
- Norvegia – ministrul de externe Halvard M. Lange⁠(d) și ambasadorul Wilhelm von Munthe af Morgenstierne⁠(d)
- Portugalia – ministrul de externe José Caeiro da Mata⁠(d) și ambasadorul Pedro Teotónio Pereira⁠(d)
- Marea Britanie – secretarul de stat Ernest Bevin și ambasadorul Oliver Franks⁠(d)
- Statele Unite ale Americii – secretarul de stat Dean Acheson

### Alți membri
Următoarele 18 state au aderat la tratat după cele 12 state fondatoare:
- Grecia (1952)[a]
- Turcia (1952)
- Germania de Vest (1955)[b]
- Spania (1982)
- Republica Cehă (1999)
- Ungaria (1999)
- Polonia (1999)
- Bulgaria (2004)
- Estonia (2004)
- Letonia (2004)
- Lituania (2004)
- România (2004)
- Slovacia (2004)
- Slovenia (2004)
- Albania (2009)
- Croația (2009)
- Muntenegru (2017)
- Macedonia de Nord (2020)
- Finlanda (2023)
- Suedia (2024)

## Articolul 1
Articolul 1 al tratatului prevede că „părțile se angajează conform prevederilor din Carta Națiunilor Unite, să rezolve prin mijloace pașnice orice dispută internațională în care ar putea fi implicate, astfel încât să nu aducă atingere păcii, securității și dreptului internațional și să se abțină să recurgă în relațiile internaționale la amenințarea cu forța sau la folosirea forței, în vreun mod incompatibil cu obiectivele Națiunilor Unite”.
Membrii încearcă să promoveze stabilitatea și bunăstarea în zona Atlanticului de Nord prin păstrarea păcii și securității în conformitate cu Carta Națiunilor Unite.

## Articolul 4
Articolul 4 solicită consultarea în chestiuni militare în momentul în care „este amenințată integritatea teritorială, independența politică sau securitatea vreuneia dintre Părți”.
Acesta a fost invocat de cinci ori: de patru ori de Turcia (în 2003 din cauza războiului din Irak; după doborârea unui avion militar turcesc de către Siria⁠(d) în iunie 2012; după schimbul de focuri dintre Turcia și Siria în octombrie 2012 și în februarie 2020 ca urmare a operațiunilor militare din nord-vestul Siriei⁠(d)) și o dată de Polonia, România, Lituania, Letonia și Estonia în februarie 2022, în timpul invaziei ruse a Ucrainei.
O reuniune conform articolului 4 a fost invocată de Letonia, Lituania și Polonia în martie 2014, ca răspuns la anexarea Crimeii.
În noiembrie 2021, Polonia, Lituania și Letonia au invocat articolul 4 din cauza zecilor de mii de imigranți ilegali care au intrat în Uniunea Europeană din Belarus. O întâlnire NATO despre criza de la frontiera UE-Belarus a avut loc, aceștia intenționând să sancționeze Belarusul pentru această criză și utilizarea unor tactici militare hibride⁠(d) împotriva vecinilor săi vestici.
Turcia și-a anunțat intenția de a convoca, în baza articolului 4, o reuniune extraordinară pe 28 iulie 2015, ca urmare a atentatului din Suruç⁠(d) - comis de un terorist ISIS - și a altor probleme de securitate de la granița din sud. Un comunicat de presă publicat de alianță susținea că „Turcia a solicitat întâlnirea, având în vedere gravitatea situației din ultimele zile ulterioare odioasele atacuri teroriste, și a informat aliații cu privire la măsurile pe care urmează să le aplice”. Statele Unite au anunțat prin The New York Times pe 27 iulie că au căzut de acord deja „în termeni generali asupra unui plan care prevede ca avioanele de război americane, insurgenții sirieni și armata turcă să lucreze împreună pentru a elimina susținătorii Statului Islamic pe o fâșie de 60 de mile din nordul Siriei de-a lungul graniței cu Turcia”. Premierul turc Ahmet Davutoğlu⁠(d) a declarat că operațiunile vor continua până când Turcia nu se va mai simți amenințată și a discutat telefonic situația cu Ban Ki-moon, secretarul-general al ONU, pe 26 iulie. Statele Unite au susținut că Turcia „are dreptul să ia măsuri” împotriva Partidul Muncitorilor din Kurdistan, un grup separatist kurd care încearcă să obțină autonomie încă din 1984. De asemenea, un reportaj de știri a dezvăluit că Turcia a intrat ilegal în spațiul aerian irakian în vederea urmăririi militanților PKK.
Polonia, România, Lituania, Letonia și Estonia au invocat articolului 4 în februarie 2022 ca urmare a invaziei ruse a Ucrainei. Membrii NATO au fost de acord să organizeze consultări.

## Articolul 5
Secțiunea-cheie a tratatului este articolul 5. Clauza sa este definită drept casus foederis. Conform acestuia, „părțile convin că un atac armat împotriva uneia sau mai multora dintre ele, în Europa sau în America de Nord, va fi considerat un atac împotriva tuturor și, în consecință, sunt de acord ca, dacă are loc asemenea atac armat, fiecare dintre ele, în exercitarea dreptului la auto-apărare individuală sau colectivă recunoscut prin Articolul 51 din Carta Națiunilor Unite, va sprijini Partea sau Părțile atacate prin efectuarea imediată, individual sau de comun acord cu celelalte Părți, a oricărei acțiuni pe care o consideră necesară, inclusiv folosirea forței armate, pentru restabilirea și menținerea securității zonei nord-atlantice. Orice astfel de atac armat și toate măsurile adoptate ca rezultat al acestuia vor trebui raportate imediat Consiliului de Securitate. Aceste măsuri vor înceta după ce Consiliul de Securitate va adopta măsurile necesare pentru restabilirea și menținerea păcii și securității internaționale”.
A fost invocat o singură dată în istoria NATO: de către Statele Unite după atentatele din 11 septembrie din 2001. Invocarea a fost confirmată pe 4 octombrie 2001, după ce NATO a stabilit că atacurile erau eligibile în conformitate cu termenii Tratatului Atlanticului de Nord. Cele opt acțiuni oficiale întreprinse de NATO ca răspuns la atentatele din 11 septembrie au inclus Operațiunea Eagle Assist⁠(d) și Operațiunea Active Endeavour⁠(d) (operațiune navală în Marea Mediterană desfășurată cu scopul de a preveni circulația teroriștilor și transportul armelor de distrugere în masă, respectiv de a îmbunătăți securitatea transporturilor maritime în general). Active Endeavour a fost inițiată pe 4 octombrie 2001.

O hartă animată care prezintă cronologic aderarea țărilor la NATO

Țările care au semnat Tratatul Atlanticului de Nord (2022)

În aprilie 2012, prim-ministrul turc Tayyip Erdoğan a luat în considerare invocarea articolului 5 din tratatul NATO pentru a proteja securitatea națională a Turciei într-o dispută legată de războiul civil din Siria. Alianța a răspuns rapid și un purtător de cuvânt a declarat că alianța „monitorizează îndeaproape situația și va continua să facă acest lucru” și „ia foarte în serios să-și protejeze membrii”. La 17 aprilie, Turcia a declarat că va aborda problema în următoarea întâlnire ministerială a NATO. Pe 29 aprilie, Ministerul de Externe sirian a confirmat primirea mesajului lui Erdogan. La 25 iunie, viceprim-ministrul turc a declarat că intenționează să invoce articolul 5 la o reuniune NATO special convocată ca urmare a doborârii unui avion militar turc „neînarmat” care se afla la „13 mile marine” de Siria deasupra „apelor internaționale” într-o „misiune de testare a sistemelor radar interne”. Un purtător de cuvânt al Ministerului de Externe al Siriei a insistat că avionul „zbura la o altitudine de 100 de metri în interiorul spațiului aerian sirian, o încălcare clară a suveranității siriene”, iar „avionul a fost doborât de armele antiaeriene”, ale cărei gloanțe „au doar o rază de acțiune de 2,5 kilometri", și nu de o rachetă ghidată cu radar. Pe 5 august, Erdoğan a declarat: „Mormântul lui Suleyman Shah⁠(d) [în Siria] și pământul din jurul lui este teritoriul nostru. Nu putem ignora nicio acțiune împotriva acelui monument întrucât ar fi un atac asupra teritoriului nostru, precum și un atac asupra teritoriului NATO. . . Toți își cunosc datoria și vor continua să facă ceea ce este necesar.”Secretarul general al NATO, Andrs Rasmussen, a declarat ulterior, înainte de întâlnirea ministerială din octombrie 2012, că alianța este pregătită să apere Turcia și a recunoscut că această dispută din zona graniței turce preocupă alianța, dar a scos în evidență faptul că aceasta ezită să intervină: „O intervenție militară poate avea consecințe neprevăzute. Vreau să mă fac înțeles. Nu avem nicio intenție să intervenim militar [în Siria în momentul de față]”. Pe 27 martie 2014, au apărut înregistrări pe YouTube ale unei conversații dintre Ahmet Davutoğlu⁠(d), ministrul turc de externe de la vremea respectivă, Feridun Sinirlioğlu⁠(d), subsecretar al Ministerului de Externe și director al serviciilor secrete turcești⁠(d), și generalul adjunct Yaşar Güler⁠(d). Conversația ar fi fost înregistrată probabil în biroul lui Davutoğlu de la Ministerul de Externe pe 13 martie. Aceasta dezvăluie intenția Turciei de desfășura operațiuni cu steag fals pe teritoriul Siriei și posibilitatea de a profita de o amenințare falsă a mormântului lui Shah cu scopul de a interveni militar.

## Articolul 6
Articolul 6 prevede că tratatul acoperă numai teritoriile statelor membre din Europa și America de Nord, Turcia și insulele din Atlanticul de Nord la nord de Tropicul Racului, plus Algeria franceză: „În scopul aplicării Articolului 5, un atac armat asupra uneia sau mai multora dintre Părți se consideră că include un atac armat:
• pe teritoriul oricărei Părți în Europa sau America de Nord, în Departamentele algeriene ale Franței, pe teritoriul Turciei sau pe insulele aflate sub jurisdicția oricărei Părți din zona nord-atlantică, la nord de Tropicul Cancerului;
• asupra forțelor terestre, navale sau aeriene ale oricărei Părți, care se află pe sau deasupra acestor teritorii, sau în oricare zonă a Europei în care forțele de ocupație ale uneia dintre Părți erau staționate la data intrării în vigoare a acestui Tratat, sau pe Marea Mediterană ori în zona nord-atlantică aflată la nord de Tropicul Cancerului”.
În august 1965, Departamentul de Stat al SUA, Departamentul de Apărare al SUA și divizia juridică a NATO au concluzionat că un atac asupra statului american Hawaii nu ar declanșa tratatul, ci doar un atac asupra celorlalți 49 de state. Orașele spaniole Ceuta și Melilla de pe malul Africii de Nord nu intră sub protecția NATO, deși marocanii le consideră parte a națiunii lor⁠(d).
Pe 16 aprilie 2003, NATO a fost de acord să preia comanda Forței Internaționale de Asistență pentru Securitate (ISAF) în Afganistan, care include trupe din 42 de țări. Decizia a venit la cererea Germaniei și Olandei, cele două state care conduceau ISAF la momentul acordului, iar toți cei nouăsprezece ambasadori NATO au aprobat în unanimitate preluarea acesteia. Alianța a predat controlul pe 11 august, fiind pentru prima dată în istoria NATO când aceasta a gestionat o misiune în afara zonei nord-atlantice.